# ボンヌ図法

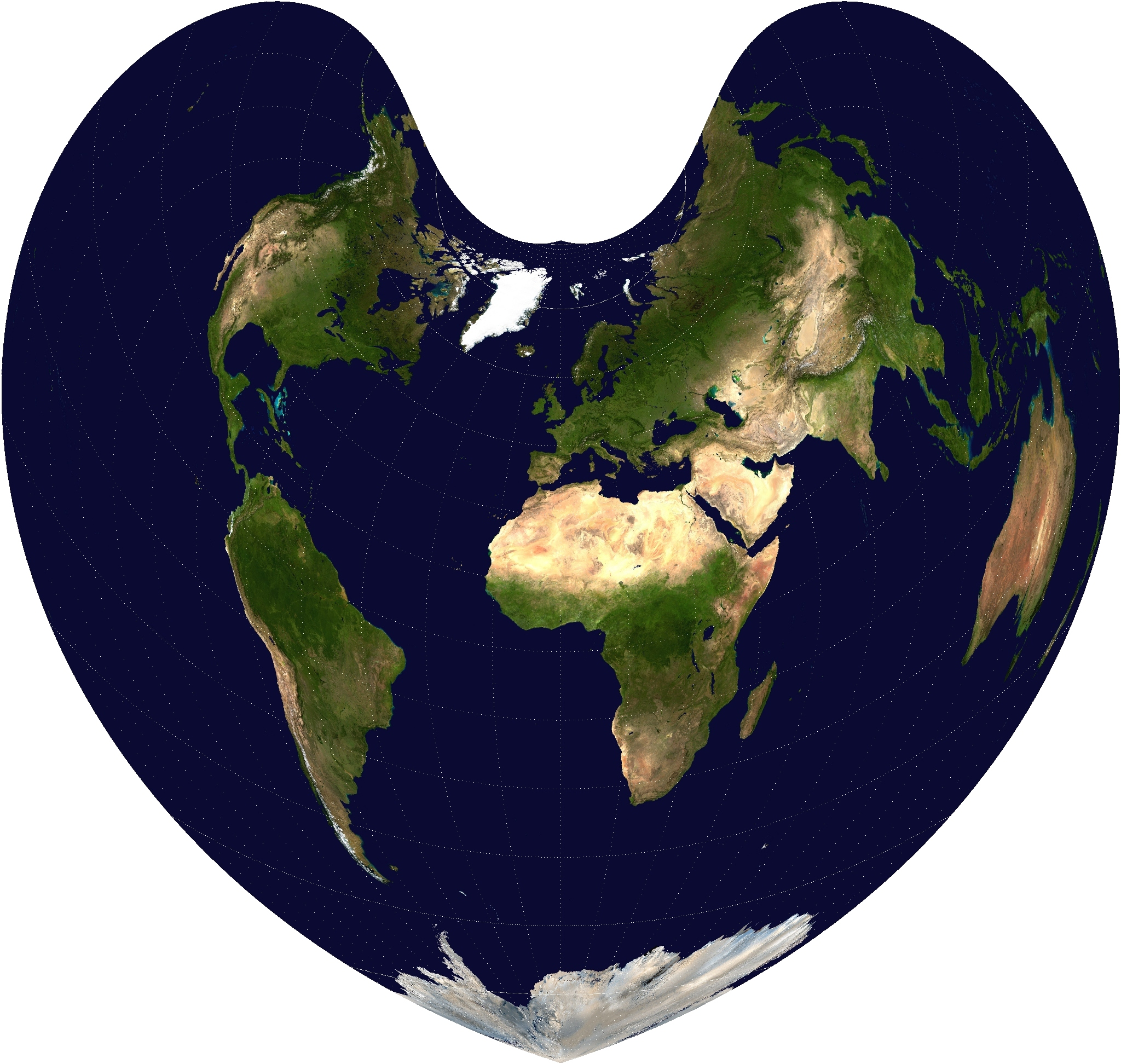
ボンヌ図法で表した地球（標準緯線は北緯45度）

ボンヌ図法におけるテイソーの指示楕円（標準緯線は北緯40度）

ボンヌ図法（ボンヌずほう、Bonne projection）はフランスの地理学者リゴベール・ボンヌ (1727年10月6日 - 1794年9月2日) が用いたことでよく知られるようになった地図投影法。緯線が同心円であり経線が曲線であることから擬円錐図法に分類される。また、正積図法である。
緯線は等間隔の同心円であるため、中央経線（直線となる）の上での長さが正しい。北極は緯度円の中心にとられるわけではない：中央経線と同じ縮尺の球にある標準緯度{\displaystyle \varphi _{1}}において円錐が接するとして、その接円と円錐の頂点の距離 {\displaystyle \cot \varphi _{1}} が標準緯線の半径とするためである。
ボンヌはこの図法を発明したわけではない。古代のクラウディオス・プトレマイオスは正距円錐図法の経線を円弧にすることで三本の標準緯線を用いることができることを示しており、ボンヌ図法とヨハネス・ヴェルナーによるヴェルナー図法は16世紀からこれを改善する形で発展してきたものである。
サンソン図法はボンヌ図法の標準緯度を赤道にとった特別な場合であり、標準緯度を極にとるとヴェルナー図法となる。